# 大羽鳞毛蕨
大羽鳞毛蕨（学名：Dryopteris wallichiana）为鳞毛蕨科鳞毛蕨属下的一个种。